# NGC 5599
NGC 5599 (również PGC 51423 lub UGC 9218) – galaktyka spiralna (Sb), znajdująca się w gwiazdozbiorze Panny. Odkrył ją William Herschel 12 maja 1793 roku.